# Apanteles propinquus
Apanteles propinquus är en stekelart som beskrevs av Papp 1975. Apanteles propinquus ingår i släktet Apanteles och familjen bracksteklar. Inga underarter finns listade i Catalogue of Life.